# Campionati europei di trampolino elastico 2021
I Campionati europei di trampolino elastico 2021 sono stati la 27ª edizione della competizione organizzata dalla Unione Europea di Ginnastica. Si sono svolti a Sochi, in Russia dal 29 aprile al 2 maggio. 

## Medagliere
| Posiz. | Nazione     | Oro | Argento | Bronzo | Totale |
| ------ | ----------- | --- | ------- | ------ | ------ |
| 1      | Russia      | 8   | 3       | 2      | 13     |
| 2      | Bielorussia | 3   | 3       | 0      | 6      |
| 3      | Francia     | 1   | 1       | 4      | 6      |
| 4      | Belgio      | 1   | 0       | 1      | 2      |
| 5      | Portogallo  | 0   | 4       | 1      | 5      |
| 6      | Svezia      | 0   | 1       | 1      | 2      |
| 7      | Danimarca   | 0   | 1       | 0      | 1      |
| 8      | Germania    | 0   | 0       | 3      | 3      |
| 9      | Azerbaigian | 0   | 0       | 1      | 1      |
| Totale | Totale      | 13  | 13      | 13     | 39     |

## Podi

### Uomini
| Evento                   | Oro                | Argento              | Bronzo         |
| Individuale              | Aleh Rabtsau       | Uladzislau Hancharou | Andrey Yudin   |
| Sincronizzato            | Bielorussia        | Portogallo           | Germania       |
| Gara a squadre           | Bielorussia        | Portogallo           | Francia        |
| Minitrampolino           | Aleksandr Odintsov | Tiago Sampaio Romão  | Daniel Schmidt |
| Minitrampolino a squadre | Russia             | Portogallo           | Svezia         |
| Tumbling                 | Vadim Afanasev     | Aleksandr Lisitsyn   | Azerbaijan     |
| Tumbling a squadre       | Russia             | Danimarca            | Portogallo     |

### Donne
| Evento             | Oro             | Argento             | Bronzo                 |
| Individuale        | Yana Pavlova    | Lea Labrousse       | Marine Jurbert         |
| Sincronizzato      | Russia          | Bielorussia         | Germania               |
| Gara a squadre     | Russia          | Bielorussia         | Francia                |
| Minitrampolino     | Galina Begim    | Lina Sjoeberg       | Dana Sadkova           |
| Tumbling           | Tachina Peeters | Viktoriia Danilenko | Candy Briere-Vetillard |
| Tumbling a squadre | Francia         | Russia              | Belgio                 |